# Fjärilsagamer
Fjärilsagamer (Leiolepis) är ett släkte av ödlor med 10 arter som ingår i familjen agamer. Leiolepis är det enda släktet i underfamiljen Leiolepidinae.
Släktets utbredning omfattar Västmalaysia, Thailand, Myanmar, Laos, Kambodja, Indonesien, Vietnam, Hainan (Kina) och Ryukyuöarna (Japan). Till släktet hör sex arter med sexuell förökning och fyra arter med asexuell förökning (asexuella arter består bara av honor och förökningen sker genom partenogenes). De asexuella arterna har uppstått genom hybridisering mellan sexuella arter.

## Arter
Tio arter erkänns enligt The Reptile Database.
- Arter med sexuell förökning:
  - Leiolepis belliana (Hardwicke & Gray, 1827)
  - Leiolepis guttata Cuvier, 1829
  - Leiolepis ocellata (G. Peters, 1971)
  - Leiolepis peguensis (G. Peters, 1971)
  - Leiolepis reevesii (Gray, 1831)
  - Leiolepis rubritaeniata Mertens, 1961
- Arter med asexuell förökning:
  - Leiolepis boehmei Darevsky & Kupriyanova, 1993
  - Leiolepis guentherpetersi Darevsky & Kupriyanova, 1993
  - Leiolepis ngovantrii J. Grismer & L. Grismer, 2010
  - Leiolepis triploida G. Peters, 1971

Notera: En binomial auktoritet inom parentes indikerar att arten ursprungligen beskrevs i ett annat släkte än Leiolepis.